# جوليد صالح بري
جوليد صالح بري (بالصومالية: Guuleed Saalax Barre)‏ سياسي صومالي شغل منصب وزير البيئة وتغير المناخ في حكومة أرض بنط الصومالية في الفترة ما بين 2014 و 2015، كما شغل منصب رئيس مفوضية الانتخابات في بونتلاند في الفترة ما بين 2019 و2022.

## النشأة
ولد جوليد صالح بري في مدينة جروي في بداية الثمانينات، وترعرع في نفس المدينة وتلقى تعليمه الأساسي والثانوي فيها حصل على البكالوريوس من جامعة أم درمان ثم الماجستير من جامعة أميتي في مومباي ثم الدكتوراه من جامعة الأمم المتحدة للسلام.

## حياته المهنية
بدأ جوليد مشواره المهني بالعمل في المجال التعليمي حيث شغل منصب نائب رئيس جامعة شرق إفريقيا فرع جروي، ثم انخرط في الأعمال الإغاثية وعمل مع برنامج الأمم المتحدة الإنمائي، وصندوق الأمم المتحدة للسكان، في عام 2015 أنشأ جوليد المعهد الصومالي للدراسات والتنمية "SIDRA" وشغل منصب الرئيس التنفيذي

### مسيرته السياسية
في 28 يناير 2014 عُين جوليد وزيرا للبيئة وتغير المناخ في حكومة أرض بنط 
في 16 يونيو 2015 أجرى رئيس حكومة أرض بنط عبد الولي محمد علي غاس تعديلا وزاريا أطاح بجوليد من منصبه كوزير للبيئة.
في 26 أغسطس 2019 انتُخب جوليد رئيسا لمفوضية الانتخابات في بونتلاند وأجرت المفوضية خلال رئاسته انتخابات تمهيدية لأول انتخابات مباشرة في أرض بنط منذ تأسيسها وفي الصومال منذ عام 1986 في ثلاث بلدات هي: أفين، قرطو، وأيل
في 2 يناير 2022 أعلن جوليد استقالته من منصب رئيس مفوضية الانتخابات  واتهم رئيس حكومة أرض بنط سعيد عبد الله دني بعرقلة الديمقراطية.
بعد انتخاب حسن شيخ محمود رئيسا للصومال في مايو 2022 كان جوليد من أبرز المرشحين لشغل منصب رئيس مجلس الوزراء الفيدرالي.
في 8 يناير 2024 خاض جوليد الانتخابات الرئاسية في بونتلاند [الإنجليزية] وكان من ضمن 11 مرشحا للمنصب، وحصل جوليد في الجولة الأولى على 9 أصوات في حين حصل الرئيس المنتهية ولايته سعيد عبد الله دني على 35 صوتا، وحصل أبشر عمر هروسي على 8 أصوات لينتقل الثلاثة إلى الجولة الثانية، وحصل سعيد دني في الجولة الثانية على 40 صوتا في حين حصل جوليد على 17 وهروسي على 9، وفي الجولة الثالثة فاز سعيد عبد الله دني بحصوله على 45 صوتا مقابل 21 لمنافسه جوليد.

## روابط خارجية
- جوليد صالح بري — السيره الذاتية